# Livin' on the Edge

Livin' on the Edge est une chanson du groupe américain de hard rock Aerosmith. La chanson a été écrite par Steven Tyler, Joe Perry & Mark Hudson. Elle est sortie en 1993. C'est le premier single de l'album Get a Grip. Le single s'est classé à la dix-huitième place du Billboard Hot 100, à la troisième place du Top 100 du magazine Cash Box et à la première place du Mainstream Rock Tracks pendant neuf semaines, ce qui en fait le single ayant eu le plus de succès dans ce classement. Au Royaume-Uni, la chanson a atteint la dix-neuvième place du UK Singles Chart en avril 1993.

## Liste des titres
(Titres présents sur le single)
1. - Livin' on the edge (lp version)
2. - Don't stop (previously unreleased)
3. - Flesh (lp version)
4. - Livin' on the edge (acoustic)